# Výzkumný ústav přístrojů jaderné techniky
TESLA - Výzkumný ústav přístrojů jaderné techniky byla vývojově-výzkumná instituce sídlící na zámku Přemyšlení v okrese Praha-východ. Ústav byl založen (respektive vznikl oddělením od Výzkumného ústavu pro elektrotechnickou fyziku) v roce 1956 v souvislosti se vznikem Ústavu jaderného výzkumu (ÚJV) ve vedlejší vesnici Řež a na doporučení československé komise pro atomovou energii. Účelem provozu byl vývoj detektorů, dozimetrů, zobrazovacích a dalších zařízení nejen pro rozvíjející se československý, ale i zahraniční jaderný program. První série přístrojů byly vyrobeny již v roce 1957.
V roce 1989 byl transformován na státní podnik. Formálně zanikl v roce 2005, i když prakticky byl zrušen příkazem ministra průmyslu a obchodu již k 31. prosinci 1994.

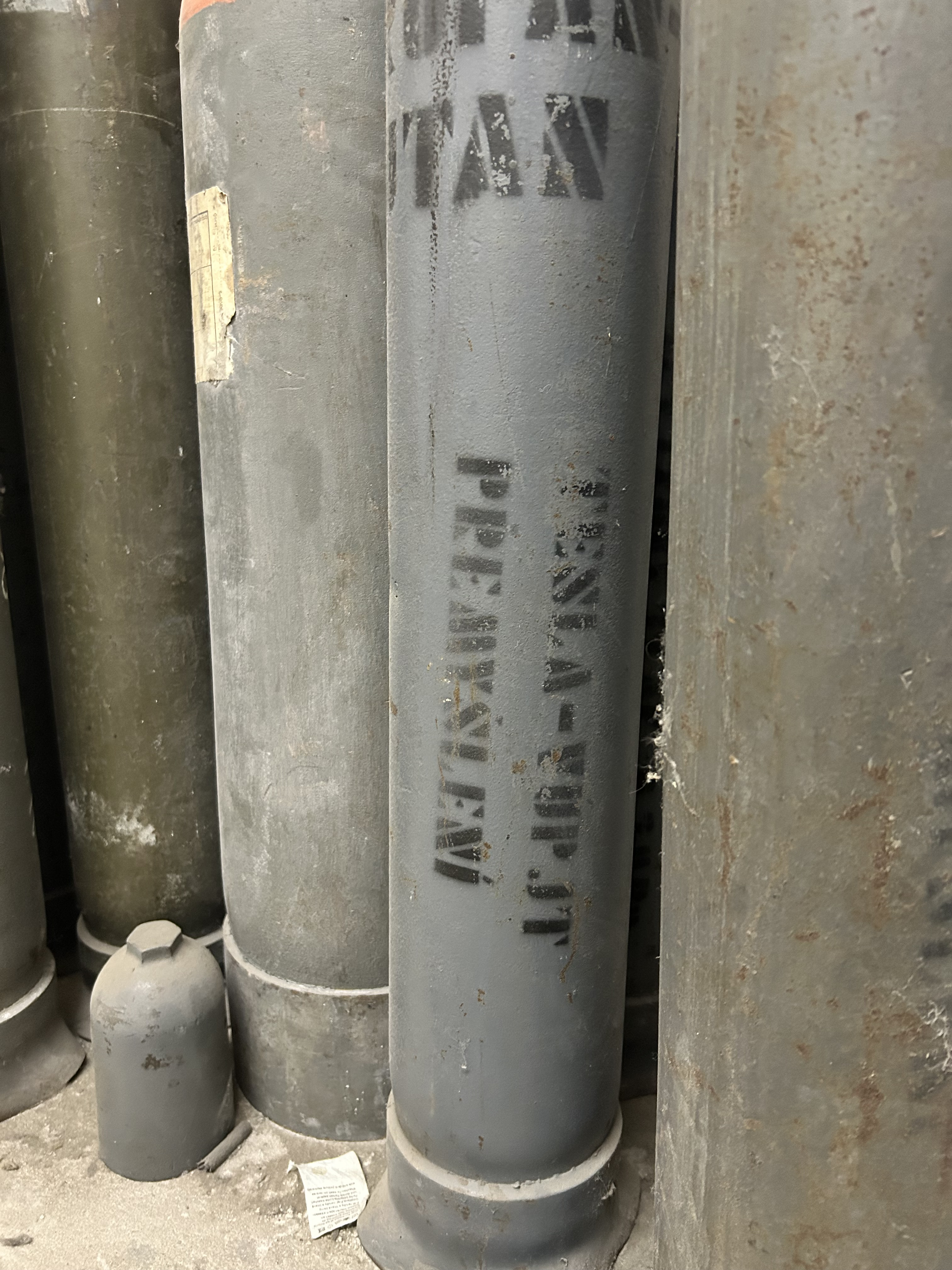
Tlaková lahev s nápisem VÚPJT